# Urs Widmer
Urs Widmer (Basilea, 21 maggio 1938 – Zurigo, 2 aprile 2014) è stato uno scrittore e traduttore svizzero.
La grande varietà delle sue opere letterarie fece di lui uno degli scrittori svizzeri più importanti della generazione successiva a Max Frisch e a Friedrich Dürrenmatt. Fu apprezzato anche a livello internazionale. 

## Biografia
Urs Widmer nacque a Basilea nel 1938, figlio di Walter Widmer, traduttore, critico letterario e insegnante al liceo. Ospite frequente a casa sua era lo scrittore tedesco Heinrich Böll. Urs Widmer studiò germanistica e romanistica a Basilea, Montpellier e Parigi e si addottorò nel 1966 con una tesi sulla letteratura tedesca del dopoguerra. Dopodiché lavorò come consulente editoriale presso la casa editrice Walter di Olten, per poi cambiare nel 1967 alla rinomata casa editrice Suhrkamp di Francoforte. Già nel 1968/69 cessò la collaborazione con Suhrkamp sull'onda della sommossa dei consulenti editoriali. Prima di ritornare in Svizzera nel 1984, lavorò a Francoforte scrivendo recensioni per la Frankfurter Allgemeine Zeitung e insegnando letteratura tedesca moderna e contemporanea all'Università Goethe di Francoforte. Nel 1969 fece il suo debutto letterario con il racconto Alois pubblicato dalla casa editrice zurighese Diogenes, alla quale sarebbe rimasto fedele fino alla morte. Morì il 2 aprile del 2014 in seguito a grave malattia.
Widmer fu membro tra l'altro della Deutsche Akademie für Sprache und Dichtung di Darmstadt e dell'Akademie der Künste di Berlino.
Urs Widmer dedicò tutta la sua vita alla letteratura – come lettore, come docente universitario, come consulente editoriale e soprattutto come autore di oltre trenta volumi di  racconti,  romanzi e teatro. Il critico letterario Marcel Reich-Ranicki lo giudicò uno scrittore di livello mondiale nella celebre trasmissione Das literarische Quartett della televisione ZDF, nella puntata del 13 agosto 1992.

## Opera letteraria
Nonostante la sua vicinanza agli autori d'avanguardia del Forum Stadtpark di Graz, Widmer fu un cultore del racconto  realista, attento a rappresentare la realtà sociale anche nella finzione. I suoi testi si situano spesso ai limiti del fantastico. Widmer si dilettava a infrangere le convenzioni narrative. La sua cifra sono gli sviluppi ironici e pieni di fantasia che, a partire da trame tradizionali delle storie d'avventura e di viaggio, giungono fino alla parodia e al surreale. Nei testi che tendono al tragicomico si percepisce l'influsso di Gottfried Keller e Robert Walser, autori da lui ammirati ma mai pedissequamente imitati.
Nelle sue opere Widmer tratta della discrepanza fra il mondo così com'è e il mondo così come potrebbe essere. I suoi eroi spesso non vogliono rassegnarsi alla propria situazione. Nel volume di racconti Vor uns die Sintflut del 1998 Widmer delinea scenari apocalittici nei quali lo spirito e l'umorismo costituiscono gli ultimi luoghi di rifugio. Per le storie di questa raccolta l'autore si è ispirato a vari generi, come la favola, il grottesco e la parabola.
Oltre che dall'elemento surreale, le opere di Widmer traggono spesso alimento dal sostrato (pseudo)autobiografico. Nel racconto Der blaue Siphon del 1992, ritenuto generalmente la sua opera più riuscita, l'autore rappresenta, a prima vista, un idillio infantile e un fantastico viaggio nel tempo sullo sfondo storico della minaccia d'invasione da parte dei tedeschi durante la seconda guerra mondiale. A questo filone (pseudo)autobiografico è riconducibile anche la trilogia degli antenati. Il primo dei tre romanzi, dedicato a sua madre, ebbe un grande successo e fu tradotto in italiano con il titolo L'uomo amato da mia madre. Pochi anni dopo furono pubblicati gli altri due romanzi della trilogia, uno dedicato a suo padre (Das Buch des Vaters, 2004) e uno a se stesso (Ein Leben als Zwerg, 2006). Anche la sua ultima opera, intitolata Reise an den Rand des Universums, apparsa nel 2013, si inserisce in questo filone in quanto rappresenta la storia del XX secolo ripercorrendo i primi trent'anni della propria vita.

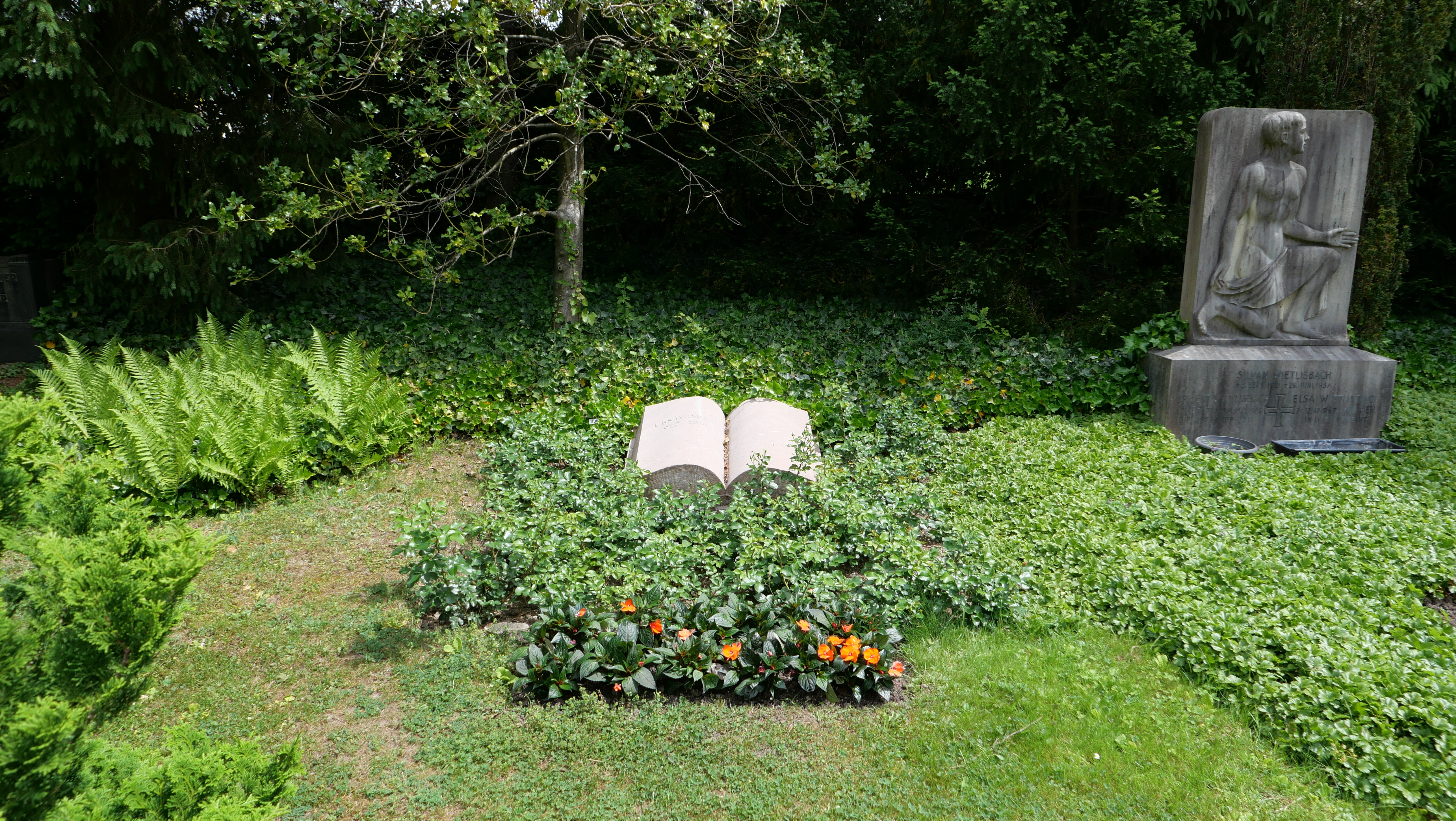
La tomba di Widmer al cimitero di Enzenbühl a Zurigo con la lapide a forma di libro aperto.

Per il tono da favola e per l'adozione di una lingua che risente del sostrato elvetico, Widmer fu a lungo ritenuto uno scrittore da non prendere troppo sul serio. Al più tardi con il suo successo teatrale Top Dogs – manager alla deriva del 1996 Widmer dimostrò come fosse capace di ritrarre in modo mordace i nostri tempi. La pièce rappresenta una resa dei conti precoce e quasi profetica con la casta dei manager ossessionati dal successo.
Urs Widmer fu traduttore, tra l'altro dei romanzi Cuore di tenebra (Heart of Darkness) di Joseph Conrad e Finestra sul vuoto (The High Window) di Raymond Chandler come anche della pièce teatrale Il più felice dei tre (Le plus hereux des trois) di Eugène Labiche.
Per le sue opere l'autore svizzero ha vinto vari premi tra cui, nel 2007 il Friedrich-Hölderlin-Preis della città Bad Homburg, conferitogli per la particolare mescolanza di tradizioni sperimentali e di realismo surreale e magico e per l'affabulazione apparentemente ingenua e postmoderna.

## Opere

### Prosa
- Alois. Erzählung. Diogenes, Zürich 1968
- Die Amsel im Regen im Garten. Erzählung. Diogenes, Zürich 1971
- Die Forschungsreise. Abenteuerroman. Diogenes, Zürich 1974
- Schweizer Geschichten. Hallwag, Bern 1975. In italiano: Storie svizzere, trad. it. di Lydia Magliano, Ed. Gottardo, Giubiasco, 1980.
- Die gelben Männer. Roman. Diogenes, Zürich 1976
- Vom Fenster meines Hauses aus. Prosa. Diogenes, Zürich 1977
- Hand und Fuss. Ein Buch (Miniaturbuch). Moon Press, Den Haag 1978
- Shakespeares Geschichten. Band 2. Stücke von Shakespeare nacherzählt. Diogenes, Zürich 1978
- Fotos. Patio (PA-RA-BÜ 25), Frankfurt am Main 1980
- Das Urs-Widmer-Lesebuch. Diogenes, Zürich 1980
- Das enge Land. Roman. Diogenes, Zürich 1981
- Liebesnacht. Erzählung. Diogenes, Zürich 1982
- Die gestohlene Schöpfung. Ein Märchen. Diogenes, Zürich 1984
- Indianersommer. Erzählung. Diogenes, Zürich 1985
- Das Verschwinden der Chinesen im neuen Jahr. Diogenes, Zürich 1987
- Auf, auf, ihr Hirten! Die Kuh haut ab! Kolumnen. Diogenes, Zürich 1988
- Der Kongreß der Paläolepidopterologen. Roman. Diogenes, Zürich 1989
- Das Paradies des Vergessens. Erzählung. Diogenes, Zürich 1990
- Der blaue Siphon. Erzählung. Diogenes, Zürich 1992. In italiano: Il sifone blu, trad. di Roberta Gado, Keller editore, Rovereto (Tn) 2015, ISBN 978-88-89767-84-9.
- Liebesbrief für Mary. Erzählung. Diogenes, Zürich 1993
- Im Kongo. Roman. Diogenes, Zürich 1996
- Vor uns die Sintflut. Geschichten. Diogenes, Zürich 1998
- Das Buch der Albträume (mit Zeichnungen von Hannes Binder). Sanssouci bei Nagel & Kimche, Zürich 2000
- Der Geliebte der Mutter. Roman. Diogenes, Zürich 2000. In italiano: L'uomo amato da mia madre, trad. di Eugenio Lio, Bompiani, Milano 2002, ISBN 88-452-5186-1.
- Das Buch des Vaters. Roman. Diogenes, Zürich 2004. In italiano: Il libro di mio padre, trad. di Roberta Gado, Keller editore, Rovereto (Tn) 2017, ISBN 978-88-99911-02-7.
- Ein Leben als Zwerg. Diogenes, Zürich 2006
- Valentin Lustigs Pilgerreise. Bericht eines Spaziergangs durch 33 seiner Gemälde. Diogenes, Zürich 2008
- Herr Adamson. Roman. Diogenes, Zürich 2009
- Stille Post. Kleine Prosa. Diogenes, Zürich 2011
- Reise an den Rand des Universums. Autobiographie. Diogenes, Zürich 2013

### Saggi e conferenze
- 1945 oder die „Neue Sprache“. Studien zur Prosa der „Jungen Generation“. Pädagogischer Verlag, Düsseldorf 1966 (= Dissertation Basel 1965)
- Das Normale und die Sehnsucht. Essays und Geschichten, Zürich 1972
- Die sechste Puppe im Bauch der fünften Puppe im Bauch der vierten und andere Überlegungen zur Literatur. Grazer Poetikvorlesungen. Droschl, Graz 1991
- Das Geld, die Arbeit, die Angst, das Glück, Diogenes, Zürich 2002
- Vom Leben, vom Tod und vom Übrigen auch dies und das. Frankfurter Poetikvorlesungen, Zürich 2007
- In uns und um uns und um uns herum In: Trivialmythen Hg. Renate Matthei, März, Frankfurt 1970, S. 11ff. (Wiederauflagen, z.B. Area-Verlag Erftstadt 2004 ISBN 3899960297 S. 331- 339)

### Opere teatrali
- Die lange Nacht der Detektive, Kriminalstück in drei Akten, Frankfurt am Main 1973
- Nepal. Stück in der Basler Umgangssprache, Frankfurt am Main 1976
- Stan und Ollie in Deutschland, Frankfurt am Main 1979
- Züst oder Die Aufschneider, Frankfurt am Main 1979
- Dr neu Noah, Frankfurt am Main 1984
- Alles klar. Stan und Ollie in Deutschland, Frankfurt am Main 1988
- Jeanmaire. Ein Stück Schweiz, Frankfurt am Main 1992
- Der Sprung in der Schüssel. Frölicher – ein Fest, Frankfurt am Main 1992
- Sommernachtswut, Frankfurt am Main 1993
- Top Dogs, Frankfurt am Main 1996. In italiano: Top dogs : manager alla deriva, trad. di Stefania Fusaroli e Daniele Vecchiato, Mimesis, Milano 2012
- Die schwarze Spinne. Sommernachtswut, Frankfurt am Main 1998
- König der Bücher. Bankgeheimnisse, Frankfurt am Main 2001

### Lavori radiofonici
- Wer nicht sehen kann, muss hören, WDR 1969
- Henry Chicago, WDR 1970
- Operette, WDR 1971
- Aua 231, WDR 1971
- Anna von hinten wie von vorne, WDR 1971
- Tod und Sehnsucht, SFB 1972
- Die Katze des Doktor Watson, WDR 1972
- Das Überleben der unsterblichen Mimi, SWF 1973
- Die schreckliche Verwirrung des Giuseppe Verdi, SWF 1974
- Der Bergsteiger, BR 1974
- Fernsehabend, SWF 1976
- Die Ballade von den Hoffnungen der Väter, WDR 1976
- Die Zwerge in der Stadt, SDR 1978
- Das Blasquartett oder 80 Fragen nach dem Glück, SWF/hr/NDR/BR 1979
- Die Zehen der Elfengesendet: SDR, 1981
- Indianersommer, SWF 1984
- Dr neu Noah, Radio Svizzera DRS 1984
- An die Freunde, SWF/hr 1986
- Der Besucher aus Kassel, SWF/DRS 1986
- Der tolle Tonmeister, SWF/WDR/NDR 1988
- Der Gott und das Mädchen, SWF 1988
- Der Afrikaforscher, SWF 1990
- Bottoms Traum, SWF 1990
- Das gelöschte Band, 1992
- Die Frauen des Sultans, 1993
- Helmuts Brief, 1994
- Das Machthorn, SWR 2005

## Curatele
- Sean O'Casey: Eine Auswahl aus den Stücken, der Autobiographie und den Aufsätzen, Zürich 1970
- Gottfried Keller: Das Fähnlein der sieben Aufrechten, Berlin 1989

## Traduzioni
- Jean Cayrol: Muriel oder Die Zeit der Wiederkehr, Olten [u.a.] 1965 (übersetzt zusammen mit Peter Stein)
- Raymond Chandler: Das hohe Fenster, Zürich 1975
- Joseph Conrad:  Herz der Finsternis, Zürich 1992
- Alexandre Dumas (padre): Die Rache der Marquise, Frankfurt am Main 1995
- Edward Gorey: Das Vermächtnis der Miss D. Awdrey-Gore, Zürich 1974
- Edward Gorey: Die weiche Speiche, Zürich 1978
- Daniel Guérin: Die amerikanische Arbeiterbewegung 1867–1967, Frankfurt am Main 1970
- Pierre Halet: Little boy, Frankfurt am Main 1970
- Eugène Labiche: Das Glück zu dritt, Frankfurt am Main 1969
- Michael McClure: Der Bart, Frankfurt am Main 1971 (übersetzt zusammen mit Hans Carl Artmann)
- Hyacinthe Phypps: Das jüngst entjungferte Mädchen, Zürich 1975